# Бумажное колесо
Бумажное колесо — составное колесо, изготовленное из кованого или стального обода, прикреплённого болтами к железной втулке с прослойкой из ламинированной спрессованной бумаги, удерживаемой между двумя пластинчатыми дисками.
Способность таких колёс, в отличие от металлических, глушить шум движения железнодорожного транспорта привела к малошумному передвижению пульмановских вагонов.

## История

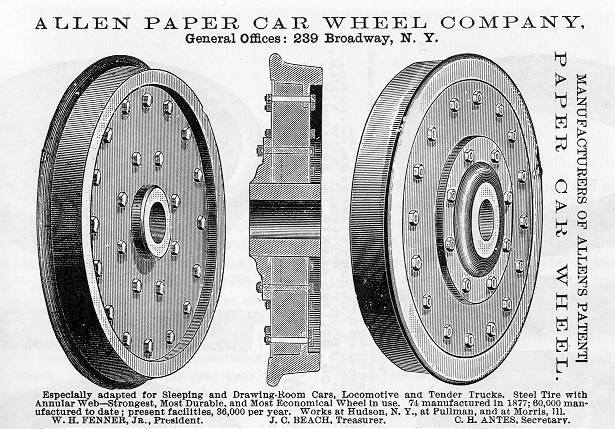
Колесо компании Allen Paper Car Wheel Company

Бумажные колёса для железнодорожных вагонов были изобретены бывшим машинистом, железнодорожным инженером Ричардом Алленом (Richard N. Allen, 1827—1890), который в 1867 году со своим зятем основал компанию по производству бумаги из соломы. Придуманные им колёса гасили вибрации намного лучше, чем обычные чугунные железнодорожные колёса, вследствие чего они стали использоваться компанией «Пульман» Джорджа Пульмана в её комфортабельных обеденных и спальных вагонах. Однако эти колёса иногда критиковали за то, что они являлись причиной схода вагона с рельсов. Поэтому в 1915 году комиссия Interstate Commerce Commission, которая регулировала железнодорожное движение США, объявила бумажные колёса небезопасными, и они перестали использоваться на железнодорожных пассажирских вагонах в Соединённых Штатах.

## Производства
Американский завод Allen Paper Car Wheel Works располагался в городе Моррис, штат Иллинойс; главный его офис находился в Нью-Йорке. Основным заказчиком бумажных колёс была Pullman Palace Car Company в Чикаго, которая после тестовых испытаний сделала первый заказ на 100 колёс в 1871 году. Впоследствии завод был перемещён в город Хадсон, штат Нью-Йорк, и в конечном итоге переехал в Чикаго ближе к производству Пульмана. К 1881 году Allen Paper Car Wheel Co. производила более 24 колёс в день и продавала тысячи колёс ежегодно. В начале 1890-х годов предприятие объединилась с компанией John N. Bunnell и сменило своё название на American Straw Board Co. Впоследствии бизнес несколько раз был реструктурирован, и в октябре 1915 года компания была зарегистрирована как Morris Paper Mills. К 1920-м годам, когда выпуск бумажных колёс был прекращён, она стала одной из крупнейших бумажных фабрик США, производившей картонные коробки различных форм, размеров и цветов.
Английская компания John Brown & Co из Шеффилда заключила соглашение с американским изобретателем бумажных колёс и к октябрю 1875 года запустила собственное производство.

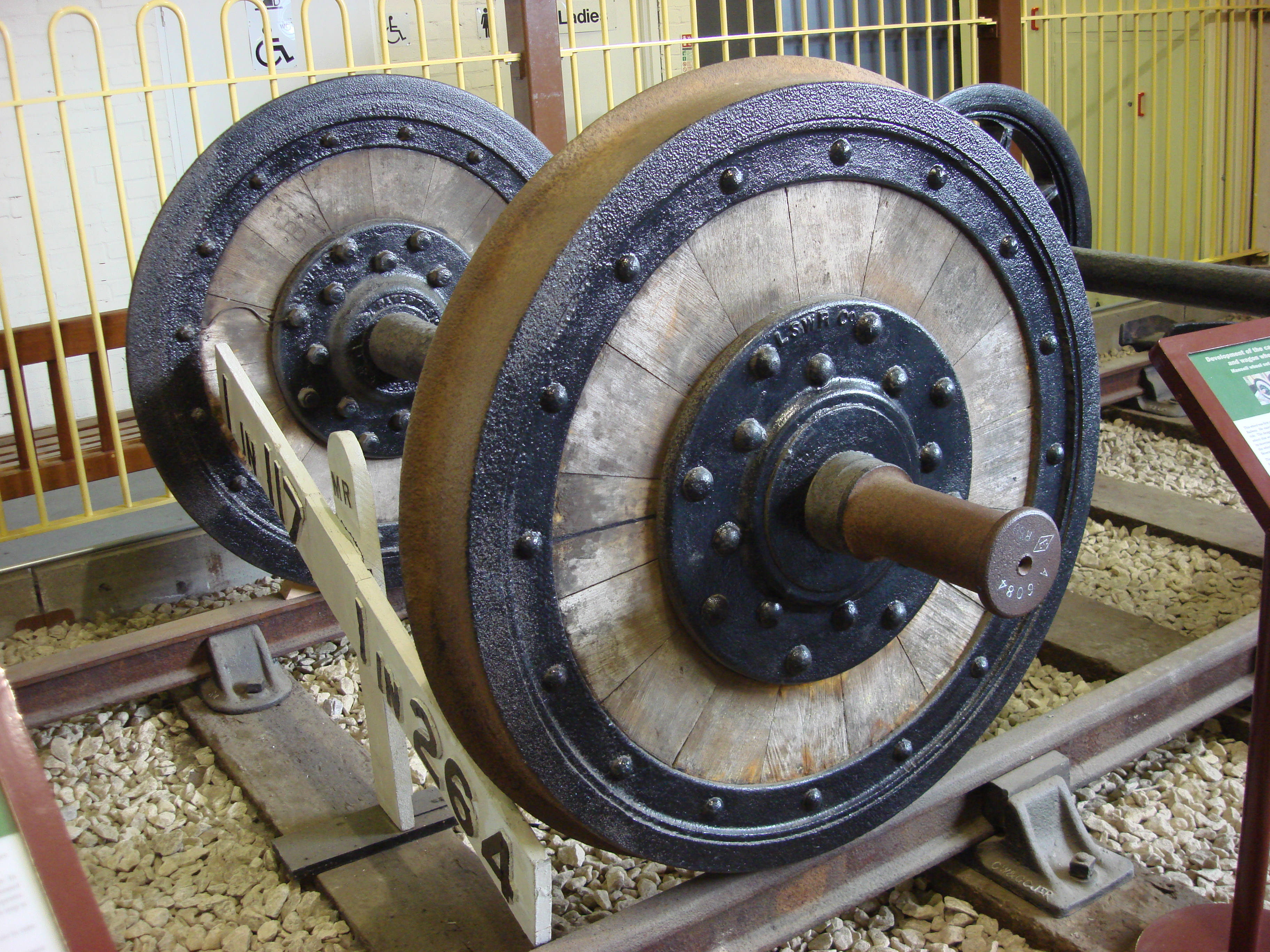
Колёсная пара Ричарда Мэнселла

В Германии, по предложению сотрудников Machine Builder Finckbein и Reichseisenbahnen in Elsaß-Lothringen, также начался выпуск бумажных колёс, санкционированный кайзеровской Королевской железнодорожной администрацией во Франкфурте. Они выпускались на заводах Eisenbahnhauptwerkstätte Burbach в Саарбрюккене и Waggonfabrik Gebr. van der Zypen в Дойце. Такие колёсные пары из бумажной массы долгое время находились в эксплуатации, показав плавный ход и не издавая никаких раздражающих шумов. Колёса в Саарбрюккене изготовлялись также из дерева на основе запатентованной Ричардом Мэнселлом конструкции.